# Chrysolina quadrigemina
Chrysolina quadrigemina är en skalbaggsart som först beskrevs av Christian Wilhelm Ludwig Eduard Suffrian 1851.  Chrysolina quadrigemina ingår i släktet Chrysolina och familjen bladbaggar. Arten har ej påträffats i Sverige. Inga underarter finns listade i Catalogue of Life.